# Timothy LeDuc
Timothy LeDuc (Cedar Rapids, 4 mei 1990) is een Amerikaans voormalig kunstschaatser die uitkwam als paarrijder. LeDuc kwam tussen 2009 en 2014 uit met diverse kunstschaatssters - Lauren Gifford, Cassie Andrews en DeeDee Leng - en schaatste van 2016 tot 2022 met Ashley Cain.

## Biografie
LeDuc zag als twaalfjarige scholier op televisie de kunstschaatswedstrijden tijdens de Olympische Winterspelen in Salt Lake City (2002) en was meteen verknocht aan de sport. Later dat jaar begon LeDuc zelf met het volgen van schaatslessen.
Met Cassie Andrews wist LeDuc zich in 2011 te kwalificeren voor het WK junioren. Pas nadat LeDuc in 2016 een paar ging vormen met Ashley Cain lukte het weer om op het hoogste niveau uit te komen. Het paar nam drie keer deel aan de 4CK en won in 2018 de zilveren medaille. In 2019 veroverden Cain en LeDuc de Amerikaanse nationale titel en werden ze negende op de WK. Dit resultaat werd op het WK van 2021 herhaald. Ze maakten in juni 2022 bekend te gaan stoppen. LeDuc wilde naar Chicago verhuizen om daar te gaan werken als schaatscoach.
LeDuc identificeert zich sinds 2021 als non-binair.

## Persoonlijke records
Cain/LeDuc
| records             | punten | datum      | toernooi      |
| ------------------- | ------ | ---------- | ------------- |
| Hoogste totaalscore | 205.58 | 20-09-2019 | US Classic    |
| Hoogste korte kür   | 076.23 | 19-09-2019 | US Classic    |
| Hoogste vrije kür   | 132.04 | 13-11-2021 | GP NHK Trophy |

## Belangrijke resultaten
2009/10 met Lauren Gifford, 2010-2012 met Cassie Andrews, 2012-2014 met DeeDee Leng, 2016-2022 met Ashley Cain
| Kampioenschap                                                                     | 07/08       | 08/09 | 09/10    |       | 10/11         | 11/12         |               | 12/13         | 13/14         |               | 16/17         | 17/18         | 18/19         | 19/20         | 20/21         | 21/22 |
| --------------------------------------------------------------------------------- | ----------- | ----- | -------- | ----- | ------------- | ------------- | ------------- | ------------- | ------------- | ------------- | ------------- | ------------- | ------------- | ------------- | ------------- | ----- |
| Olympische Spelen                                                                 |             |       |          |       |               |               |               |               |               |               |               |               | 8e            |               |               |       |
| Wereldkampioenschap                                                               |             |       |          |       |               |               |               |               |               | 9e            | *             | 9e            | t.z.t.        |               |               |       |
| Viercontinentenkampioenschap                                                      |             |       |          |       |               |               |               | 9e            | Zilver        | 4e            |               | *             |               |               |               |       |
| Nationaal kampioenschap                                                           |             |       |          |       | 11e           | 9e            | 7e            | Brons         | 4e            | Goud          | 4e            | Brons         | Goud          |               |               |       |
| WK junioren                                                                       |             |       |          | 9e    | geen deelname | geen deelname | geen deelname | geen deelname | geen deelname | geen deelname | geen deelname | geen deelname | geen deelname | geen deelname | geen deelname |       |
| Junior Grand Prix-finale                                                          |             |       |          |       | geen deelname | geen deelname | geen deelname | geen deelname | geen deelname | geen deelname | geen deelname | geen deelname | geen deelname | geen deelname | geen deelname |       |
| NK junioren                                                                       | 7e (*) (**) |       | 10e (**) | Brons | geen deelname | geen deelname | geen deelname | geen deelname | geen deelname | geen deelname | geen deelname | geen deelname | geen deelname | geen deelname | geen deelname |       |
| (*) solo / (**) bij de novice / * Afgelast naar aanleiding van de coronapandemie. |             |       |          |       |               |               |               |               |               |               |               |               |               |               |               |       |

t.z.t. = trokken zich terug